# أنطونيو بلانكو (رسام)
أنطونيو بلانكو هو رسام فلبيني هندوسي ، ولد في 15 سبتمبر 1911 في مانيلا في الفلبين، وتوفي في 10 ديسمبر 1999 في أوبود في إندونيسيا.

## وصلات خارجية
- أنطونيو بلانكو على موقع ميوزك برينز (الإنجليزية)